# 日本職業足球聯賽
日本職業足球聯賽（日語：日本プロサッカーリーグ），簡稱J聯賽（J.League）；中國大陸與香港也簡稱日職、日職聯，是日本的職業足球體系。日本職業足球聯賽是由公益財團法人日本足球協會（日本サッカー協会；JFA）與公益社團法人日本職業足球聯盟主辦，該社團實際上是由參與聯賽賽事的各加盟球隊代表所組成。現任會長為野野村芳和。
日職聯1993年成立，在1993年至1998年間以「J.League」為名舉辦以年度為單位的季賽，參與的球隊數量介於10至18隊之間。1999年時改制為兩部制，將原本的J.League拆分為簡稱「J1」的日本職業足球甲級聯賽（J. League Division 1）與簡稱為「J2」的日本職業足球乙級聯賽（J. League Division 2）。目前在日本國內共有來自30個都道府縣的40支球隊加盟該聯盟，其中包括18個隸屬於J1賽事的球隊，與22個J2賽事等級的球隊。
此外，日職聯為了推廣地區的足球運動發展，以及擴大日職聯規模，提出了日職聯百年計劃，而合資格的球會亦陸續申請加入。而在2014年起，由於球會隊數已經達到一定數量，日職聯方面正式成立簡稱「J3」的日丙聯賽（J. League Division 3），是全新的第3組別的職業聯賽，與原來的日足聯分拆。現時日丙的冠軍和亞軍若持有J2牌照均可直接升班。

## 理念與方針
- 提昇日本足球水平及足球運動普及化
- 振興運動文化及讓國民身心發展
- 提升與國際社會間的交流

## 成立經過
即使當年日本足球有全國性的足球聯賽「日本足球聯賽」（日本サッカーリーグ，JSL），但足球運動仍處於業餘狀況。相對其他運動，如棒球、賽馬及相撲等，足球運動員的人氣仍有所不及，更甚者連傳媒也不太重視日本足球運動。日本足球協會希望能打破這種情況，在1986年2月26日，以川淵三郎為首，曾積極嘗試將後期的賽事遷至國立霞丘陸上競技場舉行並免費招待觀眾入場，力圖爭取國民及傳媒關注。
在1980年代後期，時任國際足聯主席祖亞奧·哈維蘭治希望亞洲能夠主辦世界盃賽事，並建議日本研究主辦賽事的可行性。當時日本足球聯賽強化委員會着手研究日本發展日本職業足球聯賽。當時日本足球聯賽仍是跟歐洲主流的秋春制（即約8、9月開始球季，5、6月球季結束）。在1992年末，以日本聯賽盃作為過渡性的球賽，讓日本職業足球聯賽得以在1993年展開。
在日本足球聯賽時期，各支參賽球隊都有日本企業背景，如三菱重工足球隊（浦和紅鑽前身）及日立製作所足球隊（柏雷素爾前身）。在日本職業足球聯賽成立後，球會需要成立機構及更改名稱，擺脫日本企業背景及冠名權。

## 歷史
- 1988年
  - 3月、日本足球聯賽事務局内第一次JSL強化委員會成立。
  - 7月、第一次日本足球聯賽強化委員會並向日本足球協會提交第一份報告書。
  - 8月、川淵三郎就任為日本足球聯賽總幹事。
  - 10月、第二次日本足球聯賽強化委員會成立。
- 1989年
  - 6月、第二次日本足球聯賽強化委員會並向日本足球協會提交最終報告書。
- 1990年
  - 3月、制定了日本職業足球聯盟的參賽資格（需要有根據地、有主場、並繳付參賽金額等等）
  - 6月、開始接受當時日本足球聯賽的參加球隊申請加入日本職業足球聯賽，並得到20個團體申請。
  - 8月、職業聯盟檢討委員會成立。
- 1991年
  - 2月14日、發表了參加第一屆日本職業足球聯盟的10支球會，分別為：鹿島鹿角、千葉市原、浦和紅鑽、川崎綠茵、橫濱水手、橫濱飛翼、清水心跳、名古屋八鯨、大阪飛腳及廣島三箭。在日本，這10支球會被稱為（Original 10）[2]。
  - 3月、職業足球聯盟設立準備室成立，由川淵三郎就任為室長。
  - 7月、發表有關職業足球聯盟成立的報導（包括正式名稱、賽會徽章等等）
  - 11月、屬日本的社團法人「日本職業足球聯盟」設立、初代會長由川淵三郎就任。
- 1992年
  - 3月29日，在舊日本足球聯賽最終節舉行後被廢止。
  - 5月、日職聯開幕時的10支參賽球隊舉行發佈會，公布參賽球衣的式樣。
- 1993年
  - 4月、日職聯的約章開始實行。
  - 5月15日、由三得利冠名贊助的聯賽首階段正式開始。（1993年日職聯揭幕戰（日语：1993年Jリーグ開幕節）），聯賽次階段則由三菱日聯日本信販股份冠名贊助。首、次階段冠軍將會參加總冠軍爭奪戰（日语：Jリーグチャンピオンシップ），決定當屆總冠軍誰屬。
  - 第一屆冠軍由川崎綠茵奪得
- 1994年
  - 平塚比馬和磐田喜悅正式加盟。（聯賽增加至12支參賽球隊）
- 1995年
  - 引入得分制（勝負得分制）。
  - 大阪櫻花和柏雷素爾加盟。（聯賽增加至14支參賽球隊）
- 1996年
  - 福岡黃蜂和京都不死鳥加盟。（聯賽增加至16支參賽球隊）
  - 同年，聯賽試行不分首次階段。
  - 3月、日職聯加強推廣，制定口號：「日職聯的百年構想」。
  - 5月、在福島縣的「日本足球村」建設完成。
- 1997年
  - 神戶勝利船加盟。（聯賽增加至17支參賽球隊）
- 1998年
  - 札幌岡薩多加盟。（聯賽增加至18支參賽球隊）
  - 實施了日職聯加盟球會。
  - 设立J1参入決定戦（日语：J1参入决定战），以1997赛季排名加上1998赛季排名为J联赛积分，排名末尾的5只球队与日本足球联赛里排名前二的J联赛加盟球队进行升降级附加赛。
- 1999年
  - 2月、橫濱水手與橫濱飛翼合併、新球隊的名字為橫濱F.水手（聯賽減至17支參賽球隊）
  - 3月、實行甲組及乙組制（甲組參賽球隊為16支，乙組參賽球隊為10支）
  - 仙台維加泰、山形山神、大宮松鼠、FC東京、川崎前鋒、甲府風林、新潟天鵝、鳥棲砂岩、大分三神加盟成為（J2 Original 10）。
  - 定點球制度被廢除。在得分制中，加入平局得1分的賽制。賽事在法定時間和局下，仍需要進行30分鐘加時賽，並以黃金入球制決勝負。
- 2000年
  - 水戶蜀葵加盟乙組。（甲組參賽球隊為16支，乙組參賽球隊為11支）
  - 「平塚比馬」更改球隊名稱為「湘南比馬」。
- 2001年
  - 橫濱FC加盟乙組。（甲組參賽球隊為16支，乙組參賽球隊為12支）
  - 川崎綠茵由川崎搬遷至東京都，並更改名稱為「東京綠茵1969」。
- 2002年
  - 乙組取消加時賽。
  - 7月鈴木昌成為日職聯第二任會長。
  - 日職聯青訓支援中心設立。
  - 磐田喜悅成為首支同年套得首次階段冠軍球隊，並成為總冠軍。
- 2003年
  - 甲組取消加時賽。
  - 橫濱水手在最後一周賽事的最後一刻反勝另一支爭標球隊磐田喜悅，令橫濱水手成為第二支同年套得首次階段冠軍球隊，並成為總冠軍。
- 2004年
  - 引進日職聯升降班附加賽。
- 2005年
  - 甲組球隊數目增加，由16隊增至18隊。
  - 德島漩渦及草津溫泉加盟乙組。（甲組參賽球隊為18支，乙組參賽球隊為12支）
  - 「JEF聯市原」的名稱更改為「JEF聯市原千葉」。
  - 日職聯甲職不再設立首次階段，總冠軍爭奪戰取消。
- 2006年
  - 愛媛FC加盟乙組。（甲組參賽球隊為18支，乙組參賽球隊為13支）
  - 7月、鬼武健二就任為第三任會長。
- 2007年
  - 京都不死鳥名稱由「京都Purple Sanga」改為「京都Sanga F.C.」。
- 2008年
  - 熊本羅亞素、FC岐阜加盟。（甲組參賽球隊為18支，乙組參賽球隊為15支）
  - 「東京綠茵1969」正式更改名稱為「東京綠茵」。
  - 「名古屋八鯨」更改名稱為「名古屋鯨魚」。
- 2009年
  - 栃木SC、富山勝利、岡山綠雉加盟乙組。（甲組參賽球隊為18支，乙組參賽球隊為18支）
  - 日職聯升降班附加賽取消。
- 2010年
  - 北九州向日葵加盟乙組。（甲組參賽球隊為18支，乙組參賽球隊為19支）
  - 7月、大東和美就任為第四任會長。
- 2011年
  - 鳥取飛翔加盟乙組。（甲組參賽球隊為18支，乙組參賽球隊為20支）
- 2012年
  - 4月1日、日本職業足球聯盟由日本的「社團法人」更改為「公益社團法人」[3]。
  - 町田澤維亞、松本山雅加盟乙組。（甲組參賽球隊為18支，乙組參賽球隊為22支）
  - 在乙組賽事中，引入升班附加賽及日乙護級戰。
  - 與泰國足球超級聯賽、越南足球超級聯賽、緬甸國家足球聯賽締結成合作伙伴。
- 2013年
  - 引入日職聯球會牌照制。
- 2014年
  - 新設丙組賽事，共12支球隊，以三循環形式進行。
- 2015年
  - 日職聯賽全體由明治安田生命保险冠名贊助，聯賽總稱統一為「明治安田生命J1/J2/J3聯賽」。
  - 甲組聯賽重新推行兩階段聯賽，兩階段聯賽冠軍與總成績第二、三位將進行季後賽決定總冠軍。
  - 首設New Year Cup季前熱身賽系列。
  - 山口雷法從JFL加盟丙組。（丙組參賽球隊為13支）
- 2016年
  - 鹿兒島聯從JFL加盟丙組，日本U22國家隊退出丙組，FC東京、大阪飛腳及大阪櫻花之U23加盟丙組。（丙組參賽球隊為16支）
  - 「札幌岡薩多」更改名稱為「北海道札幌岡薩多」。
- 2017年
  - 沼津青藍以JFL第四名加盟丙組。（丙組參賽球隊為17支）
  - 甲組聯賽取消兩階段聯賽，重新以雙循環聯賽直接爭奪聯賽冠軍。
- 2019年
  - 八戶雲羅里以JFL第三名加盟丙組。（丙組參賽球隊為18支）
- 2020年
  - FC今治以JFL第三名加盟丙組。（丙組參賽球隊為19支）
  - FC東京、大阪飛腳及大阪櫻花之U23於本賽季後退出丙組。
- 2021年
  - 宮崎棒牛鳥以JFL亞軍加盟丙組。（丙組參賽球隊為15支）
  - 因應新冠肺炎疫情，各級別聯賽於上年度不設降班，J1聯賽加入兩支升班球隊有20支參賽球隊，本年度升降級制度為升2降4，從而令J1參賽球隊回復至18支。
- 2022年
  - 磐城FC以JFL冠軍加盟丙組。（丙組參賽球隊為18支）
- 2023年
  - 奈良俱乐部和FC大阪分别以JFL冠军和亚军加入丙组。（丙組參賽球隊為20支）
  - 其中兩場J1聯賽賽事移師至國立競技場，作為慶祝日職聯成立30周年的重頭戲。
  - 丙組聯賽及JFL之間首設降班制度。
- 2024年
  - 甲組聯賽從18隊增加至20隊，同時乙組聯賽由22隊減至20隊。
- 2025年
  - 栃木城及高知聯以JFL冠亞軍加盟丙組。
- 2026-27年
  - 改為跨年度聯賽，於8月初開始賽季，12月至2月間設兩個月歇冬期，5月尾完成賽季。

## 加盟球隊

### 日職聯加盟球隊
| 地域           | 中文名稱            | 英文名稱                       | 日文名稱           | 所在城市           | 加入年份     | 目前所屬 |
| -------------- | ------------------- | ------------------------------ | ------------------ | ------------------ | ------------ | -------- |
| 北海道（1間）  | 北海道札幌岡薩多    | Hokkaido Consadole Sapporo     |                    | 北海道，札幌市     | 1998年加入J2 | J1       |
| 東北 （7間）   | 八戶雲羅里          | Vanraure Hachinohe             |                    | 青森縣，八戶市     | 2019年加入J3 | J3       |
| 東北 （7間）   | 岩手盛岡仙鶴        | Iwate Grulla Morioka           |                    | 岩手縣，盛岡市     | 2014年加入J3 | J3       |
| 東北 （7間）   | 仙台七夕            | Vegalta Sendai                 |                    | 宮城縣，仙台市     | 1999年加入J2 | J2       |
| 東北 （7間）   | 秋田藍閃電          | Blaublitz Akita                |                    | 秋田縣，秋田市     | 2014年加入J3 | J2       |
| 東北 （7間）   | 山形山神            | Montedio Yamagata              |                    | 山形縣，天童市     | 1999年加入J2 | J2       |
| 東北 （7間）   | 福島聯              | Fukushima United FC            |                    | 福島縣，福島市     | 2014年加入J3 | J3       |
| 東北 （7間）   | 磐城FC              | Iwaki FC                       |                    | 福島縣，磐城市     | 2022年加入J3 | J2       |
| 關東 （18間）  | 鹿島鹿角            | Kashima Antlers                |                    | 茨城縣，鹿嶋市     | 1993年加入J1 | J1       |
| 關東 （18間）  | 水戶蜀葵            | Mito HollyHock                 |                    | 茨城縣，水戶市     | 2000年加入J2 | J2       |
| 關東 （18間）  | 栃木SC              | Tochigi S.C.                   |                    | 栃木縣，宇都宮市   | 2009年加入J2 | J2       |
| 關東 （18間）  | 群馬溫泉            | Thespa Gunma                   |                    | 群馬縣，前橋市     | 2005年加入J2 | J2       |
| 關東 （18間）  | 浦和紅鑽            | Urawa Red Diamonds             |                    | 埼玉縣，埼玉市     | 1993年加入J1 | J1       |
| 關東 （18間）  | 大宮松鼠            | Omiya Ardija                   |                    | 埼玉縣，埼玉市     | 1999年加入J2 | J2       |
| 關東 （18間）  | 千葉市原            | JEF United Ichihara Chiba      |                    | 千葉縣，千葉市     | 1993年加入J1 | J2       |
| 關東 （18間）  | 柏雷素爾            | Kashiwa Reysol                 |                    | 千葉縣，柏市       | 1995年加入J1 | J1       |
| 關東 （18間）  | FC東京              | F.C. Tokyo                     |                    | 東京都，調布市     | 1999年加入J2 | J1       |
| 關東 （18間）  | 東京綠茵            | Tokyo Verdy                    |                    | 東京都，調布市     | 1993年加入J1 | J1       |
| 關東 （18間）  | 町田澤維亞          | Machida Zelvia                 |                    | 東京都，町田市     | 2012年加入J2 | J1       |
| 關東 （18間）  | 川崎前鋒            | Kawasaki Frontale              |                    | 神奈川縣，川崎市   | 1999年加入J2 | J1       |
| 關東 （18間）  | 橫濱水手            | Yokohama F. Marinos            |                    | 神奈川縣，橫濱市   | 1993年加入J1 | J1       |
| 關東 （18間）  | 橫濱FC              | Yokohama F.C                   |                    | 神奈川縣，橫濱市   | 2001年加入J2 | J2       |
| 關東 （18間）  | 橫濱體育及文化會    | Yokohama Sports & Culture Club |                    | 神奈川縣，橫濱市   | 2014年加入J3 | J3       |
| 關東 （18間）  | 湘南比馬            | Shonan Bellmare                |                    | 神奈川縣，平塚市   | 1994年加入J1 | J1       |
| 關東 （18間）  | SC相模原            | SC Sagamihara                  |                    | 神奈川縣，相模原市 | 2014年加入J3 | J3       |
| 關東 （18間）  | 甲府風林            | Ventforet Kofu                 |                    | 山梨縣，甲府市     | 1999年加入J2 | J2       |
| 北信越 （5間） | 松本山雅            | Matsumoto Yamaga               |                    | 長野縣，松本市     | 2012年加入J2 | J3       |
| 北信越 （5間） | 長野拍檔            | AC Nagano Parceiro             |                    | 長野縣，長野市     | 2014年加入J3 | J3       |
| 北信越 （5間） | 新潟天鵝            | Albirex Niigata                |                    | 新潟縣，新潟市     | 1999年加入J2 | J1       |
| 北信越 （5間） | 富山勝利            | Kataller Toyama                |                    | 富山縣，富山市     | 2009年加入J2 | J3       |
| 北信越 （5間） | 金澤薩維根          | Zweigen Kanazawa               |                    | 石川縣，金澤市     | 2014年加入J3 | J3       |
| 東海 （6間）   | 清水心跳            | Shimizu S-Pulse                |                    | 靜岡縣，靜岡市     | 1993年加入J1 | J2       |
| 東海 （6間）   | 磐田喜悅            | Júbilo Iwata                   |                    | 靜岡縣，磐田市     | 1994年加入J1 | J1       |
| 東海 （6間）   | 藤枝MYFC            | Fujieda MYFC                   |                    | 靜岡縣，藤枝市     | 2014年加入J3 | J2       |
| 東海 （6間）   | 沼津青藍            | Azul Claro Numazu              |                    | 靜岡縣，沼津市     | 2017年加入J3 | J3       |
| 東海 （6間）   | 名古屋鯨魚          | Nagoya Grampus                 |                    | 愛知縣，名古屋市   | 1993年加入J1 | J1       |
| 東海 （6間）   | FC岐阜              | F.C. Gifu                      |                    | 岐阜縣，岐阜市     | 2008年加入J2 | J3       |
| 近畿 （6間）   |                     |                                |                    |                    |              |          |
| 京都不死鳥     | Kyoto Sanga F.C.    |                                | 京都府，京都市     | 1996年加入J1       | J1           |          |
| 大阪飛腳       | Gamba Osaka         |                                | 大阪府，吹田市     | 1993年加入J1       | J1           |          |
| 大阪櫻花       | Cerezo Osaka        |                                | 大阪府，大阪市     | 1995年加入J1       | J1           |          |
| FC大阪         | FC Osaka            |                                | 大阪府，東大阪市   | 2023年加入J3       | J3           |          |
| 神戶勝利船     | Vissel Kobe         |                                | 兵庫縣，神戶市     | 1997年加入J1       | J1           |          |
| 奈良俱樂部     | Nara Club           |                                | 奈良縣，奈良市     | 2023年加入J3       | J3           |          |
| 中国 （4間）   |                     |                                |                    |                    |              |          |
| 鳥取飛翔       | Gainare Tottori     |                                | 鳥取縣，鳥取市     | 2011年加入J2       | J3           |          |
| 岡山綠雉       | Fagiano Okayama     |                                | 岡山縣，岡山市     | 2009年加入J2       | J2           |          |
| 廣島三箭       | Sanfrecce Hiroshima |                                | 廣島縣，廣島市     | 1993年加入J1       | J1           |          |
| 山口雷法       | Renofa Yamaguchi FC |                                | 山口縣，山口市     | 2015年加入J3       | J2           |          |
| 四國 （4間）   |                     |                                |                    |                    |              |          |
| 讚岐釜玉海     | Kamatamare Sanuki   |                                | 香川縣，高松市     | 2014年加入J2       | J3           |          |
| 德島漩渦       | Tokushima Vortis    |                                | 德島縣，鳴門市     | 2005年加入J2       | J2           |          |
| 愛媛FC         | Ehime F.C.          |                                | 愛媛縣，松山市     | 2006年加入J2       | J2           |          |
| FC今治         | FC Imabari          |                                | 愛媛縣，今治市     | 2020年加入J3       | J3           |          |
| 九州 （9間）   |                     |                                |                    |                    |              |          |
| 福岡黃蜂       | Avispa Fukuoka      |                                | 福岡縣，福岡市     | 1996年加入J1       | J1           |          |
| 北九州向日葵   | Giravanz Kitakyushu |                                | 福岡縣，北九州市   | 2010年加入J2       | J3           |          |
| 鳥棲砂岩       | Sagan Tosu          |                                | 佐賀縣，鳥棲市     | 1999年加入J2       | J1           |          |
| 長崎成功丸     | V-Varen Nagasaki    |                                | 長崎縣，長崎市     | 2013年加入J2       | J2           |          |
| 熊本羅亞素     | Roasso Kumamoto     |                                | 熊本縣，熊本市     | 2008年加入J2       | J2           |          |
| 大分三神       | Oita Trinita        |                                | 大分縣，大分市     | 1999年加入J2       | J2           |          |
| 宮崎棒牛鳥     | Tegevajaro Miyazaki |                                | 宮崎縣，宮崎市     | 2021年加入J3       | J3           |          |
| 鹿兒島聯       | Kagoshima United FC |                                | 鹿兒島縣，鹿兒島市 | 2016年加入J3       | J2           |          |
| FC琉球         | FC Ryukyu           |                                | 沖繩縣，沖繩市     | 2014年加入J3       | J3           |          |

### 日職聯曾經加盟球隊概覧
| 地域 | 中文名稱 | 英文名稱         | 日文名稱 | 所在城市                                    | 會員期間      |
| 關東 |          |                  |          |                                             |               |
| ---- | -------- | ---------------- | -------- | ------------------------------------------- | ------------- |
| 關東 | 橫濱飛翼 | Yokohama Flügels |          | 神奈川縣，橫濱市 (長崎縣，熊本縣，鹿兒島縣) | 1993年-1998年 |

## 歷屆成績
- 本表格未列出1965年～1992年份的名次

| 球季        | 冠軍       | 亞軍       | 季軍       | 殿軍             |
| ----------- | ---------- | ---------- | ---------- | ---------------- |
| 1993年 詳情 | 川崎讀賣   | 鹿島鹿角   | 清水心跳   | 橫濱水手         |
| 1994年 詳情 | 川崎讀賣   | 廣島三箭   | 鹿島鹿角   | 清水心跳         |
| 1995年 詳情 | 橫濱水手   | 川崎讀賣   | 名古屋八鯨 | 浦和紅鑽         |
| 1996年 詳情 | 鹿島鹿角   | 名古屋八鯨 | 橫濱飛翼   | 磐田山葉         |
| 1997年 詳情 | 磐田山葉   | 鹿島鹿角   | 橫濱水手   | 大阪飛腳         |
| 1998年 詳情 | 鹿島鹿角   | 磐田山葉   | 清水心跳   | 橫濱水手         |
| 1999年 詳情 | 磐田山葉   | 清水心跳   | 柏雷素爾   | 名古屋八鯨       |
| 2000年 詳情 | 鹿島鹿角   | 橫濱水手   | 柏雷素爾   | 磐田山葉         |
| 2001年 詳情 | 鹿島鹿角   | 磐田山葉   | JEF聯市原  | 清水心跳         |
| 2002年 詳情 | 磐田山葉   | 橫濱水手   | 大阪飛腳   | 鹿島鹿角         |
| 2003年 詳情 | 橫濱水手   | 磐田山葉   | JEF聯市原  | FC東京           |
| 2004年 詳情 | 橫濱水手   | 浦和紅鑽   | 大阪飛腳   | JEF聯市原        |
| 2005年 詳情 | 大阪飛腳   | 浦和紅鑽   | 鹿島鹿角   | JEF聯市原        |
| 2006年 詳情 | 浦和紅鑽   | 川崎前鋒   | 大阪飛腳   | 清水心跳         |
| 2007年 詳情 | 鹿島鹿角   | 浦和紅鑽   | 大阪飛腳   | 清水心跳         |
| 2008年 詳情 | 鹿島鹿角   | 川崎前鋒   | 名古屋鯨魚 | 大分三神         |
| 2009年 詳情 | 鹿島鹿角   | 川崎前鋒   | 大阪飛腳   | 廣島三箭         |
| 2010年 詳情 | 名古屋鯨魚 | 大阪飛腳   | 大阪櫻花   | 鹿島鹿角         |
| 2011年 詳情 | 柏雷素爾   | 名古屋鯨魚 | 大阪飛腳   | 仙台維加泰       |
| 2012年 詳情 | 廣島三箭   | 仙台維加泰 | 鹿島鹿角   | 橫濱水手         |
| 2013年 詳情 | 廣島三箭   | 橫濱水手   | 川崎前鋒   | 大阪櫻花         |
| 2014年 詳情 | 大阪飛腳   | 浦和紅鑽   | 鹿島鹿角   | 柏雷素爾         |
| 2015年 詳情 | 廣島三箭   | 大阪飛腳   | 浦和紅鑽   | FC東京           |
| 2016年 詳情 | 鹿島鹿角   | 浦和紅鑽   | 川崎前鋒   | 大阪飛腳         |
| 2017年 詳情 | 川崎前鋒   | 鹿島鹿角   | 大阪櫻花   | 柏雷素爾         |
| 2018年 詳情 | 川崎前鋒   | 廣島三箭   | 鹿島鹿角   | 北海道札幌岡薩多 |
| 2019年 詳情 | 橫濱水手   | 東京FC     | 鹿島鹿角   | 川崎前鋒         |
| 2020年 詳情 | 川崎前鋒   | 大阪飛腳   | 名古屋鯨魚 | 大阪櫻花         |
| 2021年 詳情 | 川崎前鋒   | 橫濱水手   | 神戶勝利船 | 鹿島鹿角         |
| 2022年 詳情 | 橫濱水手   | 川崎前鋒   | 廣島三箭   | 鹿島鹿角         |
| 2023年 詳情 | 神戶勝利船 | 橫濱水手   | 廣島三箭   | 浦和紅鑽         |
| 2024年 詳情 | 神戶勝利船 | 廣島三箭   | 町田澤維亞 | 大阪飛腳         |

## 外部連結
- 日職聯賽事網路直播
  - 網址1 （页面存档备份，存于）（i-CABLE）
  - 網址2 （页面存档备份，存于）（i-CABLE）